# 河野一郎 (都議)
河野 一郎（こうの いちろう、1907年（明治40年）9月15日-1993年（平成5年）8月29日）は日本の政治家。元東京都議会議長。

## 略歴
1907年（明治40年）9月15日に東京で生まれる。1934年（昭和9年）に法政大学法学部を卒業する。
1947年（昭和22年）に世田谷区議会議員（2期）に当選し、1952年（昭和27年）に世田谷区議会議長に就任する。
1955年（昭和30年）に東京都議会議員（8期）に当選し、1977年（昭和52年）に東京都議会議長に就任する。
1993年（平成5年）8月29日、心不全により死去、85歳。

## 人物
1969年（昭和44年）に藍綬褒章を、1978年（昭和53年）に勲三等瑞宝章を受章する。